# Profesionální žena
Profesionální žena je román českého spisovatele Vladimíra Párala z roku 1971 s podtitulem Román pro každého, který paroduje pokleslé romány a romantické seriály o ženách zmítaných osudem a milostnými vztahy – hlavní hrdinka příběhu nápadně připomíná Angeliku. Jedná se o poslední díl „černé pentalogie“, jejímiž dalšími díly jsou po řadě Veletrh splněných přání, Soukromá vichřice, Katapult a Milenci a vrazi. Podobně jako v jiných dílech pentalogie je jedním z hlavních dějišť románu Ústí nad Labem a národní podnik Kotex s jeho zaměstnanci. Stejně jako v těchto dalších románech je i zde děj popisován z pohledu různých postav a tatáž situace tak může být vylíčena několika způsoby a perspektivami v závislosti na konkrétní postavě. Celý text sestává ze tří knih, které jsou dále členěny jen graficky, bez nadpisů.
Příběh sleduje životní osudy Soni Čechové, chudého 19letého sirotka vykořisťovaného domnělými příbuznými, která se z role služky během krátké doby vypracuje na pozici zástupkyně vedoucího chemického koncernu Kotex. K tomu ji pomáhá nejen výjimečná krása, ale i doporučení tajemného elegantního přítele, ze kterého se na konci románu vyklube nesamostatný a na svou matku upoutaný muž středního věku. Za tuto dobu je dvakrát unesena, vězněna, mučena, šikanována, ale i milována a obdivována. Stihne si mezitím podmanit srdce mužů, získat přízeň žen i jejich nenávist a dokončit maturitu. Závěr knihy slibuje svým čtenářům pokračování, ve kterém „projde Soňa řadou povolání i lásek (všechno prozradit nemůžeme)“ a „projede Evropu a Indii (a uvidí Mount Everest)“.

## Děj
Děj je níže popsán po jednotlivých knihách, jejichž jména v románu zní Soňa v hotelu, Dálkově řízená Soňa a Soňa 01.

### Soňa v hotelu
Hlavní postavou je 19letá Soňa Čechová, překrásná rusovláska, jež je od svých 17 let sirotkem a poslední dva roky tráví u svého „strýčka“ a „tetičky“ Volrábových v hotelu Hubertus v severočeském Hrušově. Od rána do noci musí poklízet a obsluhovat v lokálu a hotelu, a to bezplatně. Svojí krásou Soňa bezděky vábí muže z okolí, čehož náležitě využije skrblík Volráb, jenž uspořádá „První květinový večer“. Jeho lákadlem je Soňa hrající na piano, kterou hosté po zakoupení lístku mohou políbit. V zaplněném sále sedí i Jakub Jágr, mladý pohledný inženýr, který je do Soni bezhlavě zamilován. Aby jí mohl být nablízku, platí si v Hubertusu pokoj, v němž Soni pravidelně zanechává vyznání lásky. Dalším z přítomných, který si též v hotelu vydržuje pokoj, je Zikmund Holý, alias Ziki, sadistický boháč, který si Soňu vyhlédl pro své choutky. V neposlední řadě je účasten i Ruda Mach, snědý a svalnatý sezónní dělník a nevtíravý lamač dívčích srdcí. Sonina nejlepší, přičemž jediná, kamarádka Jarunka Slaná se za pár dní vdává a v slzách je tak nucena ukončit svůj románek s Rudou, načež Ruda okouzlí i Soňu.
O druhém květinovém večeru plánuje Ziki se svými kumpány Sonin násilný únos, což nezůstane utajeno Jakubu Jágrovi, jenž s Rudovou pomocí únos překazí. V lokále však propukne rvačka, která se přelije do celého okolí. Noc Soňa proto stráví v bezpečí Rudova pokoje. Od této chvíle odmítá Soňa pro Volrábovy, kteří vlastně ani nejsou jejími příbuznými, dále pracovat a pasuje se do role Rudovy družky. Další den s Rudou přichází o panenství a chvíli s ním skutečně udržuje vztah. Ruda však mezitím dokončí svoji práci v Hrušově a odjíždí pryč. Na Soňu zapomíná. Jakub Jágr vycítí svoji šanci a se svým otcem, bývalým vojákem, naplánuje Sonin únos. Rudou opuštěná Soňa je mezitím nucena opět začít pracovat pro Volrábovy a připravovat se na třetí květinový večírek. Na Volrábův pokyn však část Soniných povinností nelibě přebírá Volrábka a Volráb místo toho Soňu učí svádět hosty. Hned v úvodu se třetí květinový večer zvrhne ve rvačku a neznámý cizinec, který na předchozím večírku Soně daroval puget květin a místo líbání úst ji pouze decentně políbil ruku, od Volrába v rychlosti vyhádá, aby Soňa odešla do jeho pokoje. Přes počáteční nedůvěru Soňa do pokoje odchází a pak se nechá oním neznámým odvézt do libereckého hotelu Imperial. Neznámý muž se představí jako Manuel Mansfeld a vybraným chováním si získá Sonino srdce. Ta mu začne říkat „Manku“.

### Dálkově řízená Soňa
Hned nazítří od svého příjezdu do hotelu Imperial je Soňa před jeho budovou unesena rodinou Jágrových, kteří ji spoutají a odvezou do své ústecké vily. Soňa ze svého nového vězení úpěnlivě odesílá dopis za dopisem Mankovi. Tak se počíná dálková komunikace mezi Mankem, posílajícím obyčejně jen krátké depeše telegramem, a Soňou, která plní jeho rozkazy a odpovídá mnohastránkovými psaními. Soňa je Jágrovými připravována na nastávající svatbu s Jakubem, který odvrhl svou dlouholetou přítelkyni a snoubenku Kamilu, přičemž na rozkaz Manka je Soňa ke všem hodná a získává si jejich přízeň a důvěru. Jednou však marně odjede čekat na Manka v hotelu Imperial a přes noc se tak nevrátí domů. Jágrovi ji za její „nevěru“ potrestají tím, že musí vykonávat potupné práce. Navíc musí trpět šikanu ze strany Kamily a Jakubovy sestry. Svou pokornou povahou si nicméně Soňa opět získává Jakubovu lásku, což byl Mankem uložený úkol, a v tu chvíli odchází od Jágrů pryč. Jakubovi v poslední minutě před odjezdem autobusu domlouvá, ať si vezme Kamilu, který tak učiní a žije pak v nešťastném manželství.
Soňa si najde místo v sušárně ústeckého podniku Bavlnola. Rychle se zapracuje, bydlí na svobodárně a okouzlí všechny tamní muže i ženy. Jednoho dne Soňu unesou Zikiho poskoci, manželé Zahnovi, a podrobují ji v luxusní Zikiho vile různým formám týrání, kterým s vypětím všech sil odolává. Sonini přátelé z Bavlnoly ji po několika dnech zachraňují a Ziki ve strachu okamžitě utíká za hranice. Soňa se zotavuje u Jarunky. Protože však kvůli své absenci zameškala několik dní práce, musí Soňa z Bavlnoly odejít a nachází si místo jako pomocná síla v kuchyni ústeckého Kotexu. Zprávy o její kráse se rozletí Kotexem a tak se Soňa z kuchyně rychle dostane do podnikové knihovny a poté dále od oddělení hlavního dispečera, Ludvíka Ludvíka, dříče a šedé eminence celého Kotexu. Na Mankovu žádost se Soňa vemlouvá do Ludvíkovy přízně, který jí tak mimo jiné zařídí lepší ubytování. Ludvík se rozhodne sesadit ředitele Kotexu, což se mu hravě podaří, přejde na jeho místo a Soňa se tak dostává do úzkého okruhu lidí ve vedení koncernu. Soňa jezdí s Ludvíkem na služební cesty, jejich vztah však přes vzájemné sympatie zůstává čistě profesionální a Soňa si garsonku zařizuje pro sebe a pro Manka. Po roce se Ruda Mach vrací do Ústí, ubytuje se v Sonině garsonce a přes její počáteční odpor ji svede.

### Soňa 01
Další den odjíždí Soňa do Liberce, rozhodnuta vypátrat Manka za každou cenu. Lstí a v převleku se jí z recepčního hotelu Imperial podaří vymámit Mankovu adresu a jméno, o němž se však domnívá, že je krycí. Svou lest zopakuje ještě v jednom hotýlku, v němž se jednou s Mankem přes noc ubytovali – s tímtéž výsledkem. Soňa se tak vydává do Prahy na jmenovanou adresu, aby na ní nalezla byt obývaný starší paní s manželem a zhruba třicetiletým synem. Soňa si prochází věci nepřítomného syna, Josefa Nováka, a objeví rukopis románu „Profesionální žena“, v němž Josef pod jménem Manuel Mansfeld popisuje, jak si četbou různých knih a cestopisů osvojil vybranou řeč a zajímavá témata a jak si vybral Soňu Čechovou, prostou hloupou holku, aby jí manipuloval a demonstroval na ní svůj projekt experimentálního románu. Josef žije celý svůj život s matkou, na kterou se fixuje, a nevlastním otcem, který jím pohrdá. Dosud si hraje s vláčky pro děti a Soňu, do níž se postupem času zamiloval, vidí jako svoji šanci vymanit se z otčímova vlivu. Mankova skutečná identita je tak prozrazena a zklamaná Soňa odchází. Román končí příslibem dalšího pokračování.

## Ukázky
Dva roky svého dospívajícího života žije Soňa u Volrábových, majitelů hotelu Hubertus v Hrušově a s ním spojeného lokálu. Volrábovi jsou skrblíci a velmi zkrátka drží i Soňu, která u nich musí zadarmo tvrdě pracovat. Román se nevyhýbá vtipným popisům typu:
Život hovězího masa u Volrábů trval dvanáct (páč třináctka je nešťasný numero) dní. Z hovězího plátku se prvního dne udělal „bifstek“, a když se neprodal, nabídnut druhého dne znovu jako „bifstek“. Když se opět neprodal, uveden třetího a čtvrtého dne coby „znojemská roštěná“. Když ani takto neuspěl, posloužil pátý a šestý den jako „španělský ptáček“, v případě dalšího nezdaru chystán z něho sedmého a osmého dne „mexický guláš“, pak devátého, desátého a jedenáctého „domácí sekaná“ a konečně dvanáctého dne rozmělněno neúspěšné maso na „játrovou rýži“ do polévky, která se prodá vždycky.
„– šestej den,“ spočítala Volrábka. „Ale to maso jako by už kapánek lezlo vod sebe.“ „Šestej den je vodjakživa španělskej pták,“ povídal pokojně Volráb vycházeje z kuchyně, „a tak ho hezky vopepři a voni to už páni a dámy laskavě sežerou.“

Jakub Jágr je povoláním inženýr v Kotexu a syn vysloužilého vojáka. I přes své zasnoubení s Kamilou je Jakub po uši zamilován do Soni. Ta jeho lásku však neopětuje, kterážto netečnost přeroste v odpor poté, co Jágrova rodina Soňu unese a drží ji u sebe ve vile. Jakub vědeckým způsobem průběžně analyzuje svoje šance, které u Soni má:
Vyloučíme‑li tedy čistý odpor k mé osobě – vzhledem k prudkosti Soniny přepravy z Liberce přisuďme mu nicméně 15 % pravděpodobnosti – zbývá jako jediný deviační faktor citová adheze k jiné osobě. Podělme potenciální nositele této adheze přibližnými procenty pravděpodobnosti:
Volráb (setrvačnost)                                  5 %
Cizinec z Prahy (celkem osmatřicetihodinová známost)  10 %
Ruda Mach (zbývající procenta do 100 %)               70 %
Avšak Ruda Mach ji opustil a proč by Soňa (která měla ostatně dost času přivolat ho zpět) odjela do libereckého hotelu Imperial s cizincem z Prahy, kdyby Rudu Macha ještě milovala? Tudíž Machových 70 % klesá na 0 % a pravděpodobnostní spektrum Sonina chování je ze 70 % záhadné. Je tedy zcela záhadné.

Celý román je koncipován jako parodie na příběhy typu Angelika. Text samotný tuto hrdinku dokonce i výslovně několikrát zmiňuje. Poprvé se zmínka objevuje, když Soňa tráví první večer s Mankem po jejich tajném odjezdu od Volrábů:
„Ne,“ řekla jsem honem (aby mě nakonec vážně neodvezl zpátky k Volrábům), „mně se tady začíná líbit. Co budeme dělat teď?“ „Co si budete přát.“ „Já se ráda přizpůsobím.“ „Půjdeme do kina?“ „Půjdeme!“ Kino bylo veliké a krásné, film historický – jmenoval se Angelika – a asi taky krásný, ale moc jsem jej nevnímala, protože čtyři Soni ve mně si měly co povídat [...]

Parta přátel z Bavlnoly zachraňuje Soňu z vily zámožného, dekadentního a sadistického Zikmunda Holého, alias Zikiho, který okamžitě prchá do zahraničí, domnívaje se, že jeho dům obkličují policisté:
Před domem náhle hluk, Ziki maličko upil a se sklenkou v prstech přistoupil k oknu a vyhlédl přes záclonu: nákladní auto vjelo do zahrady, z jeho korby seskakují civilní policisté a postupují k domu. Ziki se maličko napil Tarragony, ze stropního trezoru vyňal svůj emergency kufřík [...], zavřel trezor (zdola rány na dveře), dopil svou polední dávku Tarragony, sešel do sklepa, prošel železnou brankou za hromadou koksu a betonovou chodbou, na jejímž konci parkovalo bakelitové vozítko Trabant, v tmavých brýlích (připraveny na sedadle trabanta) vyjel na Sadovou ulici, nechal vůz u hlavního nádraží a mezinárodním expresem Vindobona dorazil v 17.08 přesně dle jízdního řádu do stanice Berlin‑Ostbahnhof, odtud černým východoberlínským taxíkem k hraničnímu přechodu Check‑Point Charlie, za ním žlutým západoberlínským taxíkem na letiště Berlin‑Tempelhof a letadlem společnosti Swissair do Londýna (Heathrow Airport).

Od svého seznámení s Mankem Soňa pečlivě plní všechny jeho příkazy, které jí sporadicky zasílá ve formě telegramů podepisovaných iniciálami M. M. Po svém zachránění z vily Zikmunda Holého přebývá Soňa u kamarádky Jarunky a na Mankův příkaz se připravuje na maturitu. Když si však Jarunka najde nového přítele, začíná být v jejím bytě těsno a Soňa prosí Manka o radu. Jeho odpověď je následující:
Ráno jsem se v posteli naučila již předposlední kapitolu fyziky (49. Samoindukce), půlhodinku cvičila, [...], když se ozval zvonek a doručovatel na motocyklu mi odevzdal bleskový telegram z Prahy:
ZANEPRAZDNEN TAJNYM POSLANIM NEMOHU V DOHLEDNE
 DOBE PRIJET STOP NAJDI SI NOVE MISTO A BYDLENI
 A ZACNI NOVY ZIVOT
M. M.
Během deseti minut jsem si sbalila kufr, na kuchyňském stole nechala Jarunce zprávu „Manek mě posílá pryč a tak jdu. Zdravím, děkuji, líbám a přeji vše nejlepší!“ a opustila jsem její dům.

Soňa si najde práci v Kotexu a tam se sérií rychlých kariérních postupů dostává do kanceláře Ludvíka Ludvíka, hlavního dispečera a de facto vedoucího Kotexu. Jeho rodinné poměry jsou takové, že ve své dceři vidí o trochu víc, než jen své dítě. Poté, co se zamiluje do Soni, na něj začne jeho dcera žárlit:
„Tati, ty seš zamilovanej,“ řekla Laňka dřív, než na ni Zora stačila žalovat.
 „A‑ano?“ užasl L. L., až se zakuckal. „Jaks to poznala?“
 „Ludvíku…“ lekla se Zora.
 „Páč seš napajcovanej – a jak! – úplně jinou kolínskou!“ řekla Laňka a vyprskla smíchy.
 „Dárek z Kosmopharmy,“ řekl L. L. a odstrčil svá míchaná vejce. Koupil jsem ji včera na náměstí, docela bezděčně… a bezděčně sis ji postavil do koupelny? A bezděčně dnes ráno použil? Jako bezděčně kupuješ květiny a bezděčně je strkáš do útlé vázičky na jejím stole? Co to je sto bezděčností dohromady?

„Z Kosmopharmy, jó?“ pitvořila se Laňka, ta bestie.
 „Vždyť přece, Laničko,“ zasáhla Zora, „víš, že tatínek občas něco dostane z chemických továren…“
 „Kosmopharma poslala našemu řediteli celou kazetu a rozdělili jsme si ji,“ řekl L. L. suše (svá vajíčka pořád ještě nedojedl).
 „Tobě vajíčka už nejedou, tatínečku?“ šklebila se Laňka, můj andílek a má děvka.